# Charles van den Abeele
Compléments
Van den abeele était un écrivain spirituel populaire
Charles van den Abeele, né le 3 mai 1691 à Bourbourg, près de Gravelines en France et décédé le  24 avril 1776 à Gand (Belgique), est un prêtre jésuite des Pays-Bas méridionaux, éducateur, théologien et écrivain spirituel du XVIIIe siècle qui, entre autres activités, participa aux controverses entre Jésuites et Jansénistes.

## Biographie
Charles van den Abeele naît à Bourbourg le 3 mai 1691. Il est le fils de Charles et de Thérèse Deny,. Charles van den Abeele obtient également la même année 1693 la cession d'une partie des domaines du Roi).
Charles fait ses études au collège des jésuites de Bergues Saint Winoc puis entre au noviciat jésuite de Malines le 25 septembre 1709.
Sa formation terminée, il enseigne la philosophie à Anvers puis la théologie au séminaire de Gand. Pendant 25 ans il occupa par la suite plusieurs fonctions importantes de gouvernement  au sein de la province flandro-belge de son Ordre, dont il fut l’Instructeur du Troisième An de 1739 à 1740 puis Supérieur provincial de 1742 à 1745. Après une interruption de trois ans il devient  Recteur au collège d'Anvers (1748 à 1761) puis du collège de Gand (1761 à 1764). Dans les entretemps il était supérieur de la maison professe d’Anvers.
Par ailleurs, Charles van den Abeele participa activement aux polémiques entre Jésuites et Jansénistes. À partir de 1723, il publia de nombreux ouvrages pour contribuer à défendre les points de vue de son Ordre religieux, notamment sa morale jugée laxiste par leurs adversaires, et à défendre le clergé régulier. Mais ses propres thèses provoquèrent l'opposition en particulier des jansénistes et amenèrent de grands débats et controverses au sein de l'Église dans les Pays-Bas méridionaux. Ses positions entraînèrent la publication de nombreux traités destinés à combattre ses points de vue et la morale des jésuites en général.
Charles van den Abeele est également considéré comme un des maîtres de la philosophie ascétique[Quoi ?].
Une de ses positions les plus controversées fut l'affirmation en 1733 (Jos Andriessen dit en 1738) dans une de ses thèses théologiques (cf. ci dessous Publications), que depuis le Concile de Trente, les fidèles ne sont pas obligés d'entendre la parole de Dieu dans l'église de leur paroisse.
La problématique du lieu où entendre la parole de Dieu (dans l'église paroissiale ou par exemple dans l'église d'un ordre régulier) était débattue aux XVIIe et XVIIIe siècles, les ordres réguliers étant parfois estimés trop indulgents.
Les adversaires de Charles van den Abeele menèrent plusieurs démarches auprès de l'autorité épiscopale (entre 1732 et 1741 l'évêque de Gand était Jean-Baptiste de Smet qui était auparavant évêque d'Ypres) pour obtenir la condamnation des positions prises par le jésuite, notamment sur cette question du lieu où entendre la messe, mais ils n'obtinrent pas satisfaction.
C’est à Gand que le père van den Abeele passe les dernières années de sa vie, assombrie par la suppression de la Compagnie de Jésus, par le Pape Clément XIV en 1773. Il mourut peu de temps après à Gand le 24 avril 1776,.

## Écrits
Charles van den Abeele écrivit de nombreux ouvrages en latin ou en flamand, ou encore en français.
Parmi ceux ci, peuvent être cités :  
- Applausus atque decorationis elogium, Anvers, 1723[5].

- Entre 1728 et 1738, Charles van den Abeele publia à Gand plusieurs "Thèses theologicae"[7] ouvrages directement en lien avec son enseignement[8].

- Godvreezende (De) ziel en de dagelyksche zonde (L'âme pieuse et le péché véniel). Publié en vieux flamand, traduit par le P. P. Bruin et réédité en 1889[9].
- In den strijd tegen de bekoringen (Dans le combat contre les tentations). Publié en vieux flamand, traduit par le P. P. Bruin et réédité en 1890[10].

- Vroeg terven of lang leven (Mourir jeune ou vivre longtemps). Publié en vieux flamand, traduit par le P. P. Bruin et réédité en 1890[11].
- Zalik volharden (Persévérerai-je?). Publié en vieux flamand, traduit par le P. P. Bruin et réédité en 1890[12].
- Het Lyden van Jesus en onze vreco von den dord (La Passion de Jésus et notre crainte de la mort). Publié en vieux flamand, traduit par le P. P. Bruin. réédité en 1891[13].
- Introduction à l'amour égal envers les trois personnes divines, Anvers, chez la veuve Thieullier, & André Paul Colpyn, 1748[14].
- La tres-sainte Trinité les délices du cœur chrétien, Anvers, chez la veuve Thieullier, & André Paul Colpyn, 1749[15].
- L'esprit disposé dès le matin à être toute la journée dévot et tranquile, Anvers, chez la veuve Thieullier, & André Paul Colpyn, 1751[16].
- Entre 1755 et 1764, Charles van den Abeele publia encore en flamand une série de brochures de dévotion à la Vierge Marie[17].